# Jaroslav Kříž (lékař)
Jaroslav Kříž (* 27. května 1936 Tábor) je český lékař–hygienik, v letech 1990–1993 hlavní hygienik České republiky a mezi roky 1994–2001 ředitel Státního zdravotního ústavu.

## Vzdělání a začátek kariéry
Narodil se 27. května 1936 v Táboře. Maturoval v roce 1954 na gymnáziu v Praze XII. Vystudoval Lékařskou fakultu hygienickou Univerzity Karlovy (nyní 3. LF UK), kde promoval v roce 1960 a získal místo asistenta u prof. Karla Symona na katedře hygieny obecné a komunální. Zde pracoval do roku 1972, kdy odešel na Krajskou hygienickou stanici Středočeského kraje. Tam pracoval jako vedoucí oddělení hygieny obecné a komunální a v roce 1987 založil oddělení pro sledování zdravotního stavu obyvatel, první svého druhu v rámci hygienické služby.
Od počátku odborného života se věnoval především experimentálnímu studiu účinků znečištění ovzduší na imunitní funkce. Potom spolupracoval na výzkumu zdravotního stavu dětí v severních Čechách, postihovaných vysokými koncentracemi znečištění, a na středočeské Krajské hygienické stanici byl pověřen studiem účinků znečištění ovzduší na Mělnicku a Příbramsku.

## Odborná a veřejná působnost
V roce 1990 přijal nabídku stát se hlavním hygienikem České republiky a tuto funkci vykonával až do roku 1993. V této funkci se zasloužil o moderní pojetí hygienické služby, udržení důležitých a kladných stránek její činnosti a autority u veřejnosti i státní správy. Podílel se na zavedení nových systémových přístupů v ochraně a podpoře zdraví.  Se spolupracovníky připravil a prosadil usnesení vlády ČR č. 369/1991 o Systému monitorování zdraví ve vztahu k životnímu prostředí, který funguje dodnes a poskytuje mnoho národně specifických poznatků o kvalitě životního prostředí v ČR a jeho vlivu na zdraví.
Koncem roku 1990 byl habilitován v oboru Hygiena na 3. lékařské fakultě UK v Praze s habilitační prací „Zdravotní stav obyvatelstva a preventivní lékařství“ a přednáškou na téma „Naléhavé úkoly preventivní péče o zdraví“.
V letech 1994–2001 působil ve Státním zdravotním ústavu (SZÚ) v Praze krátce jako náměstek ředitele, potom se stal ředitelem ústavu. Po roce 2001 pracoval na Centru hygieny životního prostředí SZÚ s menším pracovním úvazkem. Ve Státním zdravotním ústavu se zasloužil o zvýšení vědecké a společenské autority ústavu, o živější vztahy s politickou a mediální sférou a s terénními pracovišti hygienické služby, s Asociací hygienických stanic, o akreditace laboratoří, podporu práce mladých badatelů a podpořil návrat výchovy veřejnosti ke zdraví do SZÚ.
Od 90. let zastával řadu odborných funkcí: byl členem federální komise životního prostředí, rady monitoringu cizorodých látek v potravinových řetězcích při ministerstvu životního prostředí, vědecké rady Interní grantové agentury ministerstva zdravotnictví a předsedou její odborné komise Zdraví a životní podmínky a předsedou výběrové komise pro projekty podpory zdraví, v roce 2001–2002 se podílel na přípravě strategie zlepšování zdraví v ČR „Zdraví 21“ a v roce 2001 na vypracování zdravotní politiky Libereckého kraje. V letech 1993–1995 vedl práci na Národním programu zdraví a jeho projektech podpory zdraví. V roce 1995 s dalšími odborníky založil Mezirezortní komisi pro řešení jódového deficitu, osm let byl jejím předsedou a významně přispěl k potlačení nedostatku jódu u populace ČR.
Byl jedním z osmičlenné skupiny odborníků, která na žádost ministra zdravotnictví zpracovala v roce 2001 Koncepci hygienické služby. Návrh schválila Vědecká rada MZČR dne 1. října 2001.
Po roce 2008, kdy byla ze strany MZ ČR činěna řada destruktivních opatření, která omezovala jak kompetence, tak (díky výrazným personálním i finančním restrikcím) akceschopnost hygienické služby, vedl energickou kampaň proti tomuto trendu, veřejně a hlasitě ho kritizoval, připravoval odborné podklady pro Společnost hygieny a komunitní medicíny ČLS a Poslaneckou sněmovnu a lobboval u jednotlivých poslanců.

## Lékařské společnosti a redakční rady
Dlouhá léta byl členem a v letech 2007 až 2021 také předsedou redakční rady časopisu Hygiena – jako předseda nejen řídil redakční radu a přinášel nové impulsy pro rozvoj časopisu, ale také se velmi aktivně se podílel na utváření jeho obsahu – vedle samostatných autorských článků je autorem mnoha kratších aktuálních sdělení: osobních, z konferencí, z nové literatury, z organizace hygieny v zahraničí atd. Autorsky přispívá i poté, co se rozhodl předat funkci předsedy svému nástupci. Byl členem autorského týmu pro zpracování Národní strategie ochrany a podpory zdraví a prevence nemocí „Zdraví 2020“ (2013-4) a vedoucí související pracovní skupiny Nerovnosti ve zdraví.
Od počátku 70. let byl členem Společnosti hygieniků České lékařské společnosti Jana Evangelisty Purkyně, po její transformaci se stal hned členem Společnosti hygieny a komunitní medicíny (SHKM), v jejímž výboru působil nepřetržitě od roku 1998 do roku 2018.

## Publikační aktivity
Jako jeden z prvních v ČR se věnoval ekonomické analýze prevence nemocí. Veřejnou diskusi otevřel v r. 2009 článkem „Uplatní se i v ČR ekonomický přístup k prevenci?“, následoval jeho přehledový článek „Prevence a ekonomika“ a ohlasy na něj, prezentace „Prevence se vyplácí“ a článek „Ztracené roky zdravého života v České republice“.
V odborném tisku publikoval okolo 100 prací, nejprve články o výsledcích výzkumu účinků znečištění ovzduší, od 90. let pak především sdělení o koncepčních a politických otázkách veřejného zdraví, prevence a hygieny, ale také o historii a vývoji oboru hygiena. Je autorem a spoluautorem vysokoškolských skript a několika knih.

## Osobní život
Vedle odborné práce na poli hygieny a veřejného zdraví také maluje, literárně tvoří, komponuje hudbu a hraje na klavír a varhany.

## Výběr z bibliografie
- KŘÍŽ, J. Hygienické minimum pro pracovníky v kanalizační službě. Praha: Ústav zdravotní výchovy, Ministerstvo zdravotnictví, 1968.
- WAGNER, V., KŘÍŽ, J., WAGNEROVÁ, M., WOKOUNOVÁ, D. Vliv znečištěného ovzduší na odolnost a imunitní mechanismy: souborný referát. Československá hygiena. 1975, 20(10), 492-499. ISSN 0009-0573.
- WAGNER, V., WAGNEROVÁ, M., WOKOUNOVÁ, D., MUNZAROVÁ, J., FOLTÝNOVÁ, J., KRÍZ, J. Levels of immunoglobulins and lysozyme in 10-year-old children from different regions and the condition of the lymphatic apparatus. I. Condition of tonsils in connection with some immunological parameters and different environment. Journal of Hygiene, Epidemiology, Microbiology and Immunology. 1977; 21(1): 72-83.
- KŘÍŽ, J., MÁDLO, Z., ŠÍMOVÁ, M., WOKOUNOVÁ, D., MOHYLA, O. Olovo a vápník v krvi dětí exponovaných vyšším koncentracím olova ve volném ovzduší. Československá hygiena, 1979, 24(2): 53-58.
- WAGNER, V., WAGNEROVÁ, M., WOKOUNOVÁ, D., KRIZ, J., MÁDLO, Z., MOHYLA, O. Correlations between blood lead concentrations and some blood protein levels in children residing in lead-polluted and control areas. Journal of Hygiene, Epidemiology, Microbiology and Immunology. 1981; 25(2): 97-12.
- KŘÍŽ, J. Současný stav a výsledky studia zdravotního stavu obyvatel ve vztahu k životnímu prostředí. Československá hygiena, 1987, 32(7-8): 416-420.
- KŘÍŽ, J. Bewertung der Bleiexposition einer belasteten Kinderpopulation vor und nach Quellensanierung (Hodnocení otravy olovem u exponované dětské populace před a po sanačním zásahu na zdroji olova). Zeitschrift für die Gesamte Hygiene und ihre Grenzgebiete. 1990, 36(2): 107-8.
- KŘÍŽ, J., KOTULÁN, J. Preventivní lékařství v nové koncepci zdravotnictví. Československá hygiena. 1991, 36(3/4), 129-133. ISSN 0009-0573.
- KŘÍŽ, J. Zdraví a preventivní zdravotní programy. Hygiena. 1996, 41(1), 50-53. ISSN 1210-7840.
- KŘÍŽ, J. Minulost, současnost a perspektivy SZÚ. Acta hygienica epidemiologica et microbiologica. Příloha. 1996(1): 5-17. ISSN 0862-5956. http://www.szu.cz/uploads/documents/knihovna_SVI/full_1996_01.pdf Archivováno 17. 6. 2020 na Wayback Machine.
- KŘÍŽ, J. Jak jsme na tom se zdravím. Praha: České centrum zdraví, 1997.
- KŘÍŽ, J. Zdravotní politika a prevence. Hygiena. 1999, 44(3), 127-130. ISSN 1210-7840.
- KŘÍŽ, J. Hygiena na přelomu století. Hygiena. 2000, 45(3), 160-165. ISSN 1210-7840.
- KŘÍŽ, J. Lehký otřes mozku a jiné příběhy. Praha: Makropulos, 2000.
- KŘÍŽ, J. Jódový deficit; české a zahraniční poznatky a zkušenosti. Praktický lékař. 2003, 83(10), 575-579. ISSN 0032-6739.
- KŘÍŽ, J. Zdravotní stav populace: jak jsme na tom se zdravím? Praha: Státní zdravotní ústav, 2004.
- KŘÍŽ, J. Deset let systému monitorování zdravotního stavu obyvatelstva ČR ve vztahu k životnímu prostředí. Česká a slovenská hygiena. 2005, 2(1), 20-23. ISSN 1214-6722.
- KŘÍŽ, J., BERANOVÁ, R. Historie Státního zdravotního ústavu v Praze. Acta hygienica epidemiologica et microbiologica. Příloha. 2005,(zvl. číslo), 6-167. ISSN 0862-5956. http://www.szu.cz/uploads/documents/knihovna_SVI/pdf/2005/zvlc_2005_historie_szu.pdf Archivováno 10. 8. 2016 na Wayback Machine.
- KŘÍŽ, J. Uplatní se i v ČR ekonomický přístup k prevenci? Hygiena. 2009, 54(3), 107-108. ISSN 1802-6281. https://hygiena.szu.cz/artkey/hyg-200903-0019.php Archivováno 25. 2. 2022 na Wayback Machine.
- KŘÍŽ, J. Zapomenutá historie zdravotní policie. Hygiena. 2009;54(4):136-137. ISSN 1802-6281. https://hygiena.szu.cz/artkey/hyg-200904-0010.php Archivováno 25. 2. 2022 na Wayback Machine.
- KŘÍŽ, J. Nepříznivé tendence ve vývoji zdravotního stavu obyvatelstva ČR. Praktický lékař. 2010, 90(3), 141-146. ISSN 0032-6739. http://www.prolekare.cz/prakticky-lekar-clanek/nepriznive-tendence-ve-vyvoji-zdravotniho-stavu-obyvatelstva-cr-31661
- KŘÍŽ, J. Prevence a ekonomika. Hygiena. 2011, 56(3), 89-94. ISSN 1802-6281. https://hygiena.szu.cz/artkey/hyg-201103-0006.php Archivováno 25. 2. 2022 na Wayback Machine.
- KŘÍŽ, J. Odmítání vakcinace a zdravotní gramotnost. Hygiena. 2014, 59(3), 148-150. ISSN 1802-6281. http://dx.doi.org/10.21101/hygiena.a1304
- KŘÍŽ, J. Slavní zakladatelé Státního zdravotního ústavu v Praze. Hygiena. 2015;60(3):107-111. ISSN 1802-6281. http://dx.doi.org/10.21101/hygiena.a1395
- KŘÍŽ, J. Povinné očkování proti variole, Československo 1919. Hygiena. 2015;60(4):168-169. ISSN 1802-6281. http://dx.doi.org/10.21101/hygiena.a1401
- KŘÍŽ, J. Ztracené roky zdravého života v České republice. Hygiena. 2016, 61(2), 88-90. ISSN 1802-6281. http://dx.doi.org/10.21101/hygiena.a1451
- KŘÍŽ, J. O vzniku hygienické služby v Československu. Hygiena 2017, 62(2):62-65. ISSN 1802-6281. http://dx.doi.org/10.21101/hygiena.a1530
- KŘÍŽ, J. Střední délka života populace 65letých a příjem z důchodů. Hygiena 2017, 62(4):108-111. ISSN 1802-6281. http://dx.doi.org/10.21101/hygiena.a1548
- KŘÍŽ,J, BENCKO V. Osobnosti, které se zasloužily o pokrok hygieny v České republice. Hygiena 2018, 63 (3): 89-98. https://doi.org/10.21101/hygiena.a1622
- KŘÍŽ, J. Šťastná nešťastná léta. Český Merán: sborník. 2021, roč. 2019-2020, čís. 20, s. 47–68.
- KŘÍŽ, J: Čtvrtstoletí práce Meziresortní komise pro řešení jodového deficitu. https:// Čas.Lék.čes. 2021;160:220-223
- KŘÍŽ, J: O příští pandemii. Hygiena 2021;66 (2).39-40. https://doi.org/10.21101/hygiena.a1782
- KŘÍŽ, Jaroslav. Hygienická služba v letech po sametové revoluci 1989. Hygiena. 2023-2-15, roč. 67, čís. 4, s. 151–156. Dostupné online [cit. 19.2.2023]. doi:10.21101/hygiena.a1822.